# Akim Oda

Akim Oda (eller bara Oda) är en ort i södra Ghana. Den är huvudort för distriktet Birim Central, och folkmängden uppgick till 51 231 invånare vid folkräkningen 2010.